# Spikdoornkapel
De Spikdoornkapel is een veldkapel gewijd aan Onze-Lieve-Vrouw ter Koorts in Meensel-Kiezegem. Het is een eenvoudig bakstenen gebouw.

## Legende
Op deze plaats zou al sinds 1655 een beeld van Maria worden vereerd en aanroepen tegen koorts. Volgens de overlevering vond een herder op een heuvel een Mariabeeld uit klei en nam het mee. Diezelfde nacht verdween het beeld en dook 's anderendaags terug op op de heuvel. Dit herhaalde zich enkele malen waarna het duidelijk werd dat Maria wenste dat er op deze plaats een kapel voor het beeld zou worden opgericht.